# فرودگاه بین‌المللی نیو پورت نیوز/ویلیامسبورگ
 فرودگاه بین‌المللی نیو پورت نیوز/ویلیامسبورگ (به انگلیسی: Newport News/Williamsburg International Airport) یک فرودگاه همگانی با کد یاتا PHF است که یک باند فرود بتن دارد و طول باند آن ۲۴۳۹ متر است. این فرودگاه در شهر نیوپورت نیوز، ویرجینیا کشور ایالات متحده آمریکا قرار دارد و در ارتفاع ۱۳ متری از سطح دریا واقع شده است.

## شرکت‌های هواپیمایی و مقصدهای پروازی
| شرکت‌های هواپیمایی | مقصدهای پروازی           | Refs  |
| ----------------- | ------------------------ | ----- |
| امریکن ایگل       | شارلوت داگلاس، فیلادلفیا | [ ۱ ] |
| دلتا ایرلاینز     | هارتسفیلد-جکسون آتلانتا  | [ ۲ ] |
| دلتا کانکشن       | هارتسفیلد-جکسون آتلانتا  | [ ۲ ] |